# Stari traper (Veliki Blek)
Stari traper je epizoda serijala Veliki Blek obјavljena u Lunov magnus stripu #1003. Epizoda je premijerno u Srbiji objavljena 23. avgusta 2022. Koštala je 270 dinara (2,2 €, 2,5 $). Epizoda je imala 60 strana. Izdavač јe bio Golkonda iz Beograda. Tiraž ove sveske bio je 3.000 primeraka.

## Prethodna i naredna epizoda
Prethodna epizoda bila je sveska iz edicije Priče pod nazivom Vizantijsko blago (#1002), a naredna Kita Telerea pod nazivom Lice ubice (#1004).